# コルチャーノ
コルチャーノ（伊: Corciano）は、イタリア共和国ウンブリア州ペルージャ県にある、人口約22,000人の基礎自治体（コムーネ）。

## 地理

### 位置・広がり

#### 隣接コムーネ
隣接するコムーネは以下の通り。
- マジョーネ
- ペルージャ

### 気候分類・地震分類
コルチャーノにおけるイタリアの気候分類 (it) および度日は、zona E, 2204 GGである。
また、イタリアの地震リスク階級 (it) では、zona 2 (sismicità media) に分類される。

## 行政

### 分離集落
コルチャーノには、以下の分離集落（フラツィオーネ）がある。
- Capocavallo, Castelvieto, Ellera-Chiugiana (con finalità statistiche identificata talvolta come Chiugiana-La Commenda e, nell'uso comune, come Ellera), Mantignana, Migiana, San Mariano, Solomeo

## 文化・観光
「イタリアの最も美しい村」クラブ加盟コムーネである。